# Mucronothrus nasalis
Mucronothrus nasalis är en kvalsterart som först beskrevs av Rainer Willmann 1929.  Mucronothrus nasalis ingår i släktet Mucronothrus och familjen Trhypochthoniidae. Arten är reproducerande i Sverige. Inga underarter finns listade i Catalogue of Life.